# Einrade
Einrade is een hoeve en voormalig kasteel in het Nederlandse dorp Holset, provincie Limburg. Tevens was Einrade van de middeleeuwen tot aan de Franse Tijd een heerlijkheid met lage jurisdictie. Het kasteel zelf is volledig verdwenen maar de kasteelboerderij is behouden gebleven en als rijksmonument geclassificeerd.

## Geschiedenis
De heerlijkheid Einrade behoorde deels tot het hertogdom Limburg en deels tot het Land van ’s Hertogenrade. Het kasteel Einrade was het bestuurscentrum van deze heerlijkheid. Als laathof beschikte het kasteel over een hoeve en er waren gebruiksrechten op het Malenbos.
De oudste vermelding van het kasteel dateert uit de 14e eeuw. Heren van Wittem uit het geslacht Cosselaer zijn de oudst bekende eigenaren. Zij werden opgevolgd door de familie Van Ghoor. De laatste mannelijke eigenaar uit dit geslacht was Daniel van Ghoor. Zijn dochter trouwde met Frans Spies von Büllesheim, zodat Einrade in zijn familie terechtkwam.
Catharina von Spies trouwde in de 17e eeuw met een telg uit de familie Van Hoensbroek. Ze liet Einrade na aan haar zoon Daniel, die in 1670 stierf en het goed naliet aan zijn dochter. Zij besloot om Einrade te verkopen aan Herman Lamberts. Deze wolhandelaar uit Aken had meerdere bezittingen verworven, zoals kasteel Cortenbach en De Dohm, en kreeg in 1686 de titel ridder van het Heilige Roomse Rijk. De verschillende bezittingen van de familie Lamberts werden samengevoegd tot een ondeelbare nalatenschap, maar in 1810 raakten de goederen door een erfdeling toch weer verdeeld. De familie De Lamberts van Cortenbach bleef overigens ook na de splitsing eigenaar van Einrade.
Tot 1977 was Einrade in gebruik als boerderij. Sindsdien is er onder andere een bed and breakfast in gevestigd.

## Beschrijving
Het kasteel bestond uit een omgrachte hoofd- en voorburcht. De gracht kon middels een sluis worden ontwaterd.
Het is niet bekend wanneer het kasteel is afgebroken. In 1529 was het nog aanwezig, maar op kaarten uit begin 19e eeuw staat het niet meer vermeld. Op de kadastrale kaart van 1829 lagen er naast de hoeve twee vijvers waarvan de westelijke een eiland bevatte, de mogelijke locatie van het verdwenen kasteel. Van de grachten zijn anno 2023 slechts restanten bewaard gebleven in het landschap.

### Hoeve
De huidige boerderij is een voortzetting van de bouwhoeve op de voormalige voorburcht van kasteel Einrade. De boerderij bestaat uit drie vleugels rondom een binnenplaats. Het woonhuis is een bakstenen, rechthoekig gebouw met twee verdiepingen en een souterrain, afgedekt door een schilddak. Dit huis zal zijn gebouwd eind 16e/begin 17e eeuw.
Het oudste deel van de hoeve is een westhoek van de stal: hier is een 16e-eeuws restant van een vierkante toren aanwezig. Oorspronkelijk zal de toren hoger zijn geweest en is deze in de 19e eeuw verlaagd. De bouwdelen tussen het woonhuis en de toren – inclusief de toegangspoort - zijn in de 17e eeuw opgetrokken.
De rest van de vleugels bestaat uit diverse schuren, waarvan een in vakwerk is uitgevoerd. Deze gebouwen dateren uit de 18e en 19e eeuw.
Het bakhuis ligt aan de open zijde van de binnenplaats.
Aerwinkel · Kasteel Afferden · Aldt Huys · Aldenborgh · Kasteel Aldenghoor · Aldenhoven · Alte Burg · Kasteel Amstenrade · Slot Annendael · Kasteel Arcen · Baersdonck · Bakvliet · Baronsberg · Baxhof · Beegden ·  Benzenrade · Kasteel De Berckt · Kasteel Bethlehem · Beusdaelshof · Binsfeld · Huis Blankenberg · Kasteel Bleijenbeek · Blitterswijck · Boerlo · Bolberg · Bollenberg · Kasteel De Bongard · Borggraaf · Kasteel d'Erp · Kasteel Borggraaf · Kasteel Borgharen · Kasteel Born · Huis Bree · Breust · Kasteel Broekhuizen · Broekhuizen · Gracht Burggraaf · Kasteel De Burght · Kasteel Cartils · Cloppenburg (Oost-Maarland) · Kasteel Cortenbach · Huis De Dael · Dammerscheid · Kasteel De Bockenhof · De Donck (Sevenum) · De Donck (Swolgen) · De Dorth ·  Huis ten Dijcken · Kasteel Doenrade · De Doom · Douve · Douvenrade · De Dries · Kasteel Erenstein · Kasteel Eijsden · Eijsden · Einrade · Kasteel Elsloo · Ensenbroek · Eperhuis · Etzenraderhuuske · Exaten · Kasteel Eijckholt · Kasteel Eyckholt · Eys · Gastendonck · Kasteel Genbroek · Gebroken Slot · Kasteel Geijsteren · Kasteel Op Genhoes · Kasteel Genhoes · Genneperhuis · Kasteel Het Geudje · Kasteel Geulle · Kasteel Geusselt · Geijsteren · Gen Heck · Ghoor · Kasteel Goedenraad · Kasteel Grasbroek · Kasteel Groenendaal · Groethof · Groot Paarlo · Kasteel van Gronsveld · De Gun ·Kasteel Haeren · Kasteel Den Halder · Heerlaer · Heeze · Heijen · 's-Herenanstel · Kasteel Hillenraad · Kasteel Hoensbroek · Hoenshuis · Holstrate · Holtmühle · Huize Holtum · Kasteel Horn · De Horst · Huys ter Horst · Ten Hove (Grathem) · Ten Hove (Panningen) · Huis Brias · Huis Darth ·  Kasteel Hurpesch · Kasteel Sint-Jansgeleen · Kasteel Jerusalem · Kasteel Kaldenbroek · Den Kamp · Kasteel Karsveld · Kasteel Keverberg · Klein Paarlo · Klimmender Huuske · De Kolck · Koppelberg · Laar · Landsfort · Kasteel Lemiers · Kasteelruïne Lichtenberg · Kasteel Limbricht · Lonesteyn · Huize Lovendael · Mazenburg · Kasteel van Meerlo · Kasteel Meerssenhoven · Meezenbroek · Kasteel van Mheer · Middelaar · Kasteel Millen · Kasteel Montfort · Movert · Mulrode · De Munt · Château Neercanne · Kasteel Neubourg · Nienghoor · Huis Nierhoven · Kasteel Nieuwenbroeck · Nije Huys · Kasteel Nijenborgh · Kasteel Nijswiller · Nijthuysen · Kasteel Obbicht · Oedenrade · Kasteel Ooijen · Kasteel Oost (Valkenburg) · Kasteel Oost (Oost-Maarland) · Kasteel Ouborg · Overen · Kasteel Passarts-Nieuwenhagen · Prickenis · Prinsenhof · Puth · De Putting · Raath · De Raay · Ravenhof · Kasteel Reijmersbeek · Kasteel van Rijckholt · Kasteel Rivieren · Rodenbroek · Rosendaal · Kasteel Schaesberg · Kasteel Schaloen · Te Scharen · Schenkenburg · Kasteel Scheres · De Spijker (Geijsteren) · De Spijker (Leeuwen) · Huis Severen · Sibberhuuske · Château St. Gerlach · Spraland · Huis De Spyker · Huize Stalberg · Stalberg (Wellerlooi) · De Steeg · Kasteel Stein · Steinhagen · Steenen Huis · Stoel van Swentibold · Strijthagen (Landgraaf) · Strijthagen (Welten) · Struyver · Kasteel Terborgh · Terlinden (Wijnandsrade) · Terveurdt · Ter Weyer · Kasteel Ter Worm · De Tombe · Huis De Torentjes · Triest · Trippaert · Kasteel Vaalsbroek · Kasteel Vaeshartelt · Valkenburg · Vliek · De Vroenhof · Vrijburg · Kasteel Wambach · Warenberg · Well · Weyershof ·  Wijlre · Kasteel Wijnandsrade · Wijnandsrade · Wijnantshof · Wissegracht · Huize Witham · Kasteel Wittem · Wolfrath · Wylre